# Ё
Ё, ё (io) é uma letra do alfabeto cirílico (sétima do russo).
Esta letra é usada nas línguas russa e bielorrussa, assim como em várias línguas do Cáucaso e línguas turcas que fazem ou faziam uso do alfabeto cirílico.
Sua pronúncia é a de um О palatalizado (/jo/,/jo/), mas quando seguida de uma consoante fricativa pós-alveolar, como je (ж), tche (ч), sha (ш) e shcha (щ), sua pronúncia é apenas [o]. A sílaba na qual esta letra está presente é sempre uma sílaba tônica.
Io é idêntico em forma a Е (ie) e ao E latino, exceto pelo símbolo similar a um umlaut ou trema. Este diacrítico não tem nenhuma função em russo (ao contrário de alemão ou francês), sendo parte integrante da letra.
A letra Io impressa está caindo em desuso na língua russa, sendo substituída pela letra Ie. Os falantes nativos conseguem diferenciar pelo contexto qual som está sendo representado. Ela continua a ser usada em livros infantis e para estrangeiros, assim como idiossincraticamente na escrita manual.
Um importante problema causado por essa frequente substituição é a transcrição de sobrenomes russos. -ев (-ev) e -ёв (-ov) são terminações bastante comuns. Apesar de o mundo ocidental conhecer os líderes da União Soviética como Khrushchev e Mikhail Gorbachev, seus nomes terminam em -ёв, e seriam melhor transcritos Kruchtchov e Gorbatchov – assim como são pronunciados.
Em bielorrusso, é considerado impróprio substituir "io" por "ie".